# Waldeck Rochet
Waldeck Rochet (født 5. april 1905 i Sainte-Croix i Saône-et-Loire – død 17. februar 1983 i Nanterre, Hauts-de-Seine ved Paris) var en fransk kommunistisk politiker. Han var generalsekretær for det franske kommunistpartiet (PCF) mellem 1964 og 1972.